# مسجد إبراهيم باشا (بلغاريا)
مسجد إبراهيم باشا (بالبلغارية: Ибрахим паша джамия، بالتركية: İbrahim Paşa Camisi)، هو أحد المساجد التاريخية في بلغاريا.

## التاريخ
بُني المسجد عام 1616 أثناء وقوع بلغاريا تحت السيطرة العثمانية. حالياً المسجد مغلق للتحسينات وإعادة الإعمار؛ والتي لم تنته منذ العصر الاشتراكي في بلغاريا.